# Papiro 113
O Papiro 113 ({\displaystyle {\mathfrak {P}}}113) é um antigo papiro do Novo Testamento que contém fragmentos do capítulo dois da Epístola aos Romanos (2:12-13; 2:29).